# Raplife
A Raplife a Hősök hatodik stúdióalbuma, ami 2015. március 20-án jelent meg a Gold Record gondozásában.

## Számlista
| #  | Cím                                                     | Dalszövegíró                                                          | Zeneszerző                                        | Hossz |
| -- | ------------------------------------------------------- | --------------------------------------------------------------------- | ------------------------------------------------- | ----- |
| 1  | Raplife                                                 | Baranyai Dániel, Ozsváth Gergely                                      | Komjáti Ádám                                      | 2:59  |
| 2  | Ha én lennék a főnök (közr. Sub Bass Monster & Tkyd)    | Baranyai Dániel, Ozsváth Gergely, Máté Szabolcs, Németh József István | Komjáti Ádám                                      | 4:28  |
| 3  | Szuperfankikul                                          | Baranyai Dániel, Ozsváth Gergely                                      | Komjáti Ádám, Szabó Ádám                          | 3:26  |
| 4  | 2 kaliber                                               | Baranyai Dániel, Ozsváth Gergely                                      | Komjáti Ádám                                      | 3:44  |
| 5  | A történetem (közr. Geriskillz, Duffchy, Dj Kool Kasko) | Baranyai Dániel, Ozsváth Gergely, Farkas Gergely                      | Komjáti Ádám, Bognár Krisztián                    | 4:17  |
| 6  | Rég láttalak (közr. Diaz)                               | Baranyai Dániel, Ozsváth Gergely, Csöndör László                      | Csöndör László                                    | 3:37  |
| 7  | Legjobban                                               | Baranyai Dániel, Ozsváth Gergely                                      | Komjáti Ádám                                      | 3:43  |
| 8  | Majd lesz valahogy (közr. Deniz)                        | Baranyai Dániel, Ozsváth Gergely, Rizner Dénes                        | Komjáti Ádám, Hóbor Bence, Kéri Kolos, Szabó Ádám | 4:19  |
| 9  | Itt a Hősök meg a Pix                                   | Baranyai Dániel, Ozsváth Gergely                                      | Tóth Dániel                                       | 3:35  |
| 10 | Nem vagy egyedül                                        | Baranyai Dániel, Ozsváth Gergely                                      | Komjáti Ádám, Kéri Kolos                          | 3:36  |
| 11 | Egy vér                                                 | Baranyai Dániel, Ozsváth Gergely, Csöndör László, Barcza Sándor       | Komjáti Ádám, Csöndör László                      | 3:48  |